# 269 Justitia
269 Justitia eller 1942 XY är en asteroid i huvudbältet, som upptäcktes den 21 september 1887 av den österrikiske astronomen Johann Palisa. Asteroiden namngavs efter den rättvisans gudinna, Justitia, i den romerska mytologin.